# 王者基多拉

《魔斯拉3》裡的王者基多拉

王者基多拉（日语： kingugidora */?）是日本東寶電影公司所拍攝哥吉拉系列電影中最具知名度的邪惡怪獸，也是系列作品中首隻宇宙怪獸，被譽為「系列中最強反派」、「哥吉拉最大的對手」，外型為三個頭、兩條尾巴、背上有巨大翅膀、無手臂，全身披覆金色鱗甲，頭部造型類似中國神話裡的龍，口中可發射狀似閃電的引力光束。

## 名稱
由於電影在華語地區上映時，不同片商會取不同名字，影迷之間也各有喜好，所以此怪獸又有「大水怪」、「國王基多拉」、「基多拉王」、「金基多拉」、「三頭金龍」等不同譯名。其中「帝王基多拉」或「帝斯基多拉」普遍上是指作品量相對少的四足基多拉，而最後戰役中的基多拉就是四足基多拉。
《哥吉拉·魔斯拉·王者基多拉 大怪獸總攻擊》中登場的王者基多拉最初是稱為「魏怒羅」（日语：／ gidōra ?，從「基多拉」的日語「ギドラ」轉換成漢字），後來吸收魔斯拉的能量成長為完全體之後，才稱為王者基多拉。且此片中的王者基多拉不再是邪惡怪獸，而是保護日本的護國聖獸之一。本作中基多拉未完全觉醒。

## 登場作品

### 電影
1. 《三大怪獸 地球最大決戰》（1964年）
2. 《怪獸大戰爭》（1965年）
3. 《怪獸總進擊》（1968年）
4. 《地球攻擊命令 哥吉拉對蓋剛》（1972年）
5. 《哥吉拉vs王者基多拉》（1991年）
6. 《魔斯拉 (1996)》（1996年）
7. 《摩斯拉3 王者基多拉來襲》（1998年）
8. 《哥吉拉·摩斯拉·王者基多拉 大怪獸總攻擊》（2001年)
9. 《哥吉拉 最後戰役》（2004年)
10. 《哥斯拉》动画电影系列第三部：《哥吉拉：噬星者（英语：Godzilla: The Planet Eater）》（2018年）
11. 《哥吉拉 II 怪獸之王》（2019年）

### 電視劇
1. 《流星人間ZONE》（1973年）

## 歷代王者基多拉

### 初代王者基多拉
- 身長：100m
- 翼長：150m
- 體重：3萬噸
- 登場電影 :《三大怪獸 地球最大決戰》《怪獸大戰爭》《怪獸總進擊》

初代基多拉是侵略地球的邪恶宇宙怪兽。初次出场被哥斯拉，魔斯拉和拉顿联手击退。第二次登场被哥斯拉和拉顿联手击退。第三次被以哥斯拉为首的一群怪兽围攻杀死。

### 二代王者基多拉
- 身長：100m
- 翼長：150m
- 體重：3萬噸
- 登場電影 :《地球攻擊命令 哥斯拉對蓋剛》 《流星人间ZONE》

首次与盖刚一起登场，被哥斯拉和安基拉斯联手击退。在《流星人间ZONE》里面被流星超人击杀。

### 三代王者基多拉
- 身長：140m
- 翼長：150m
- 體重：7萬噸
- 登場電影 :《哥吉拉vs王者基多拉》

本次的王者基多拉並非宇宙怪獸，而是未來人以抹消哥吉拉的存在為由回到過去，將哥吉拉的前身哥吉拉龍移動後，為了之後的計畫將經基因改造的三隻杜勒獸放置原地，杜勒獸受到核能輻射後變異而成。
受到未來人控制攻擊日本，初期因現代已無哥吉拉而橫行無阻，後對上受核能影響重新在現代出現的哥吉拉，被擊敗後失去了中間的頭，沉入海中。

### 機械王者基多拉
- 身長：140m
- 翼長：150m
- 體重：8萬噸
- 登場電影 :《哥斯拉vs王者基多拉》

为了阻止哥斯拉攻击日本，将受重傷沉睡的王者基多拉打捞起来并改造成半机械生物由未來人艾美控制對戰哥斯拉，之後和哥斯拉一起沉入海底。虽然再次被哥斯拉打敗陷入沉睡，但哥斯拉也暂停活动。

### 杜勒獸
- 身長：30cm
- 體重：800g
- 登場電影 :《哥斯拉vs王者基多拉》

未来世界的人造动物，由未來人在金星發現真正王者基多拉的骸骨所取得的細胞而製造，一共三只。接触核辐射后合体变成王者基多拉。

### 四代王者基多拉
- 身長：60m
- 翼長：80m
- 體重：5萬噸
- 登場電影 :《魔斯拉3 王者基多拉來襲》

邪恶的宇宙怪兽，来到地球捕食人类小孩。重创了彩虹魔斯拉，但最后被铠甲魔斯拉击败。

### 白堊紀王者基多拉
- 身長：40m
- 翼長：50m
- 體重：2萬5000噸
- 登場電影 :《魔斯拉3 王者基多拉來襲》

億萬年前出現於恐龍時代的王者基多拉，体型比现在小，力量也弱。从嘴里喷射的是火球而非引力光线。被魔斯拉打败，但最后凭借一截尾巴重生。

### 五代王者基多拉（魏怒羅）

#### 魏怒羅：
- 身長：50m
- 體重：2萬5000噸

#### 魏怒羅完全體：
- 身長：50m
- 翼長：93m
- 體重：2萬5000噸
- 登場電影 :《哥吉拉·摩斯拉·王者基多拉 大怪獸總攻擊》

本次的三頭金龍是正义的怪兽，守护日本的三大圣兽之一。由于哥斯拉袭击日本而被提前唤醒与哥斯拉激战。因没有完全长成而不敌，最后与魔斯拉合体成为完全体，一度压制哥斯拉。然而最后哥斯拉吸收了引力光线的力量，发射出强化热线反将三頭金龍击杀。这也是唯一的一次出现三頭金龍体型小于哥斯拉的情况，其他的三頭金龍体型都要明显大于哥斯拉。

### 噬星基多拉/虛空基多拉
- 身長：未知 (脖子在三度空間是20km)
- 體重：未知
- 翼長：未知
- 登場電影：《哥吉拉：噬星者（英语：Godzilla: The Planet Eater）》

是歷代所有基多拉中最強、真正君臨天下的存在，來自十度空間的虛空，是艾克西夫星人透過窮盡強大的數學演算後接觸到的存在，是神的真身，同時也是艾克西夫星人的神祇，擁有『黃金的終焉』、『虛空之主』『不存在於此世的虛空之王』『金色之王』『盡頭之翼』等稱號。高等的宇宙存在。能力有強勁的咬合力、引力光線，以及可以擾亂低階宇宙的時間、空間、重力、次元並無視低階宇宙的物理法則並凌駕其上，而且不能被儀器觀測到，只能由肉身感受到，儀器唯一能捕捉到的只有最一開始的異常重力波和其自行創造的奇異點，是不死的存在。只能依靠某項介質作為附身體，以及特殊祭品的意識引導。電影中晴生掙脫並破解了梅德菲斯的護身符，導致基多拉受到地球物理的影響，被哥吉拉暫時消滅。

### 傳奇版王者基多拉（Monster Zero）
- 身長：158.8m
- 體重：14萬1051公噸
- 翼長：518m
- 登场电影 :《哥吉拉 II 怪獸之王》

哥斯拉傳奇宇宙世界觀裏體型最龐大，實力最頂尖的怪獸，來自宇宙的三頭龍型高等生物，皮層含有微量的黃金金屬，可通過電導體釋放生物電，金黃色的“引力射綫”爲其殺招。本身具有比起地球原生泰坦更強大的特殊能力，如超再生、能源吸收、天氣控制以及用生物操縱聲波號令比自身低級的泰坦巨獸等，使它成爲唯一可以與哥斯拉爭奪泰坦王位的頂級獵食者。然而，由於其并非地球原生物種且喜好肆意改造地球生態，所以被稱作『僞王』。它亦是被古文明稱為『一即為眾』的活體滅絕事件。
其設計上綜合了東寶公司以往設計王者基多拉的特色；而傳奇影業團隊更強調王者基多拉的兇殘與生物感，例如頭部為東方龍輪廓，角的造型更像西方龍與惡魔，翅膀的造型明顯借鑒了世界名畫《偉大的紅龍與日光蔽體的女人》的紅龍設計。
被封印在帝王組織南極前哨站的遠古生物，被稱作“零號怪獸”。身上有幾處爪痕和燒焦痕跡，推測在遠古時期和其他泰坦爆發了惡戰並被封印在南極冰川之中。在電影中被艾瑪博士及反政府恐怖組織喚醒后，立即遇到來到南極的宿敵哥斯拉，在戰鬥中佔上風但卻因爲人類支援趕到而振翅離開。之後伴隨自身形成的風暴來到莫納島外海上空尋找同樣被喚醒的泰坦“火焰惡魔”拉頓，並快速擊敗了它，卻在追捕人類時被海面下的哥斯拉偷襲而被扯入水中。比起在海中行動的哥斯拉，王者基多拉不擅長海戰，被咬斷一顆頭，幾近落敗。就在此時軍方將實驗武器“氧氣破壞劑”打入海中，意圖將兩者一同殺死。然而該武器對身爲外星生物的王者基多拉毫無作用，反倒把哥斯拉炸得瀕死，“拯救”了差點葬身海底的王者基多拉。脫離海面后它快速再生出已斷的頭顱，將臣服的拉頓收於麾下並喚醒全球各地的泰坦，號召它們一同掀起大亂。之後它被奧卡裝置的廣播吸引來到波士頓，卻遭遇軍隊、重生並大幅增强的哥斯拉和摩斯拉的突襲，在戰鬥中落入下風。隨即召喚拉頓牽制摩斯拉，自己則找機會透過電力站吸乾整個城市的電力而重新回到鼎盛狀態，釋放大範圍的引力射綫重創哥斯拉並擊毀幾乎所有戰機。一輪戰鬥后，王者基多拉將哥斯拉抓到雲端丟下，使它再起不能，又用引力射綫把被拉頓重傷的摩斯拉殺死。王者基多拉本想再吸收哥斯拉體内暴走的核能量，卻被帶著奧卡裝置捨身的艾瑪·羅素吸引而離開哥斯拉，給予了它吸收消化摩斯拉死後殘留能量的機會。最終成功進化成紅蓮形態的哥斯拉用體內放射碾壓式地摧毀了王者基多拉，並以原子吐息徹底消滅了它。彩蛋片尾的部分，被哥斯拉咬斷的那顆頭顱則是被墨西哥的漁民給打撈起來並被恐怖組織買下來，是未來的機械哥斯拉最關鍵的組成部分。

## 亞種
以王者基多拉為原型加以改造的其他怪獸，稱為「亞種」，出現在其他怪獸電影中。

### 帝斯王者基多拉
- 身長：50m
- 體重：7萬5000噸
- 登場電影 :《魔斯拉 (1996)》

相傳在6500萬年前產生的宇宙生物，被古代摩斯拉封印在火山，能够喷射火球。吸收了自然之力后长出翅膀可以飞行。杀死了魔斯拉妈妈，最后被小魔斯拉封印。

### 凯撒基多拉（怪兽X）

#### 怪兽X：
- 身長：120m
- 體重：6萬噸
- 登場電影 :《哥斯拉 最後戰役》

作為X星人的王牌，乘坐巨大陨石来到地球的奇特怪獸。長得骷髏一般，白黑混雜，除了碩大的頭部外雙肩各自還長了半個腦袋，所以總共有兩對眼睛。實力與一路摧枯拉朽的地球最強怪獸哥斯拉相當，無論是格鬥技還是遠程火力兩者都不相上下。殺招是所有眼睛發射出來的四道金色破壞光線，初次擊中時讓哥斯拉跪倒在地。哥斯拉曾用正常狀態下的絕招“超螺旋熱綫”狙擊它所乘坐的隕石，在隕石撞擊地面的最後一刻將其炸毀並引發超級大爆炸，將整個東京化爲焦土。然而怪獸X卻毫髮無損地降落在哥斯拉身後，兩者最終還是在變成廢土的東京大打出手。直到X星人被消滅后，哥斯拉向怪獸X全力發射原子吐息，怪獸X也同樣釋出金色破壞光綫應對，兩道光綫碰撞后再次引發大爆炸，對雙方都造成了不小的傷害。

#### 凯撒基多拉：
- 身長：240m
- 翼長：150m
- 體重：10萬噸
- 登場電影 :《哥斯拉 最後戰役》

基多拉一族中的佼佼者，是怪兽X的真面目。X星人被消滅后，怪獸X和哥斯拉比拼光綫並各自受傷，惱羞成怒終於變身。背部長出翼翅，四肢巨大化，主腦和兩邊的半個腦袋都各自變形，隨著標志性的龍角長出，哥斯拉宿敵基多拉的經典形象便再次呈現。其體型接近哥斯拉的兩倍，長相猙獰無比，皮膚黑金混雜，長著四條粗壯的腿，翅膀卻出奇地小，不確定是否可以飛行。原本從眼睛發射的破壞光線在變形後變成從三個頭的口中發射的引力光線，威力暴增，哥斯拉向凱撒基多拉發射原子吐息被它以該招數輕鬆推回並擊倒，再起不能。凱撒基多拉以压倒性的优势對哥斯拉一通施虐後又开始吸收它的能量。後來哥斯拉在瀕死邊緣吸收了新轟天號发射出来的光线，實力瞬间大幅度增加。掙脫凱撒基多拉的控制並迅速破坏掉它两个头，更數次將凱撒基多拉擊飛。最終凱撒基多拉被哥斯拉扔上天空，並被它用史上最强招數「紅蓮G閃光熱線」射上天際，在地球的大氣層外爆炸，灰飛烟滅。

## 外部連結
- King Ghidorah's Wikizilla page
- 國王基多拉 - 哥斯拉維基 （页面存档备份，存于）